# ISO/IEC 8859-15
ISO 8859-15 es la parte 15 de ISO 8859, un estándar de codificación de caracteres definido por la Organización Internacional para la Estandarización. También es conocido como Latin-9, y de forma no oficial como Latin-0 pero no como Latin-15. Es similar a ISO 8859-1 pero sustituye algunos símbolos poco comunes por el símbolo del euro y algunos otros caracteres que faltaban. Codifica los caracteres con 8 bits y puede usarse para representar el alfabeto y otros caracteres importantes para almacenar textos en inglés, francés, alemán, español y portugués (entre otros idiomas de Europa occidental) en ordenadores.
ISO-8859-15 (nótese el guion extra) es el nombre del conjunto de caracteres IANA para este estándar utilizado junto a los códigos de control ISO/IEC 6429 para las partes C0 (0x00–0x1F) y C1 (0x80–0x9F), así como otras partes de ISO 8859 combinados con los códigos de control C0 y C1. Las secuencias de escape (de ISO/IEC 6429 o ISO/IEC 2022) no son interpretadas. Este conjunto de caracteres también se denomina ISO_8859-15 y Latin-9.
Todos los caracteres imprimibles tanto de ISO 8859-1 como de ISO 8859-15 se encuentran también en Windows-1252.

## Cambios respecto a ISO-8859-1
| Posición | 0xA4 | 0xA6 | 0xA8 | 0xB4 | 0xB8 | 0xBC | 0xBD | 0xBE |
| -------- | ---- | ---- | ---- | ---- | ---- | ---- | ---- | ---- |
| 8859-1   | ¤    | ¦    | ¨    | ´    | ¸    | ¼    | ½    | ¾    |
| 8859-15  | €    | Š    | š    | Ž    | ž    | Œ    | œ    | Ÿ    |

## Tabla completa
Mapa ISO-8859-15 completo con las diferencias respecto a ISO-8859-1 remarcadas.
| ISO-8859-15 | ISO-8859-15 | ISO-8859-15 | ISO-8859-15 | ISO-8859-15 | ISO-8859-15 | ISO-8859-15 | ISO-8859-15 | ISO-8859-15 | ISO-8859-15 | ISO-8859-15 | ISO-8859-15 | ISO-8859-15 | ISO-8859-15 | ISO-8859-15 | ISO-8859-15 | ISO-8859-15 |
|             | x0          | x1          | x2          | x3          | x4          | x5          | x6          | x7          | x8          | x9          | xA          | xB          | xC          | xD          | xE          | xF          |
| ----------- | ----------- | ----------- | ----------- | ----------- | ----------- | ----------- | ----------- | ----------- | ----------- | ----------- | ----------- | ----------- | ----------- | ----------- | ----------- | ----------- |
| 0x          | NUL         | SOH         | STX         | ETX         | EOT         | ENQ         | ACK         | BEL         | BS          | HT          | LF          | VT          | FF          | CR          | SO          | SI          |
| 1x          | DLE         | DC1         | DC2         | DC3         | DC4         | NAK         | SYN         | ETB         | CAN         | EM          | SUB         | ESC         | FS          | GS          | RS          | US          |
| 2x          | SP          | !           | "           | #           | $           | %           | &           | '           | (           | )           | *           | +           | ,           | -           | .           | /           |
| 3x          | 0           | 1           | 2           | 3           | 4           | 5           | 6           | 7           | 8           | 9           | :           | ;           | <           | =           | >           | ?           |
| 4x          | @           | A           | B           | C           | D           | E           | F           | G           | H           | I           | J           | K           | L           | M           | N           | O           |
| 5x          | P           | Q           | R           | S           | T           | U           | V           | W           | X           | Y           | Z           | [           | \           | ]           | ^           | _           |
| 6x          | `           | a           | b           | c           | d           | e           | f           | g           | h           | i           | j           | k           | l           | m           | n           | o           |
| 7x          | p           | q           | r           | s           | t           | u           | v           | w           | x           | y           | z           | {           | \|          | }           | ~           | DEL         |
| 8x          | PAD         | HOP         | BPH         | NBH         | IND         | NEL         | SSA         | ESA         | HTS         | HTJ         | VTS         | PLD         | PLU         | RI          | SS2         | SS3         |
| 9x          | DCS         | PU1         | PU2         | STS         | CCH         | MW          | SPA         | EPA         | SOS         | SGCI        | SCI         | CSI         | ST          | OSC         | PM          | APC         |
| Ax          | NBSP        | ¡           | ¢           | £           | €           | ¥           | Š           | §           | š           | ©           | ª           | «           | ¬           | SHY         | ®           | ¯           |
| Bx          | °           | ±           | ²           | ³           | Ž           | µ           | ¶           | ·           | ž           | ¹           | º           | »           | Œ           | œ           | Ÿ           | ¿           |
| Cx          | À           | Á           | Â           | Ã           | Ä           | Å           | Æ           | Ç           | È           | É           | Ê           | Ë           | Ì           | Í           | Î           | Ï           |
| Dx          | Ð           | Ñ           | Ò           | Ó           | Ô           | Õ           | Ö           | ×           | Ø           | Ù           | Ú           | Û           | Ü           | Ý           | Þ           | ß           |
| Ex          | à           | á           | â           | ã           | ä           | å           | æ           | ç           | è           | é           | ê           | ë           | ì           | í           | î           | ï           |
| Fx          | ð           | ñ           | ò           | ó           | ô           | õ           | ö           | ÷           | ø           | ù           | ú           | û           | ü           | ý           | þ           | ÿ           |

| Leyenda | Leyenda                                                                                   |
| ------- | ----------------------------------------------------------------------------------------- |
| NUL     | Código de control C0                                                                      |
| PAD     | Código de control C1                                                                      |
| !       | Carácter idéntico en ISO 8859-1 y en ISO 8859-15                                          |
| €       | Carácter en ISO 8859-15 diferente del que se encuentra en la misma posición en ISO-8859-1 |